# 卡代·萨索里特

卡代·萨索里特

卡代·敦·萨索里特（英語：Katay Don Sasorith，1904年7月12日—1959年12月29日），老挝民族主义者，在自由老挝临时政府担任过财政部长，后来流亡泰国。1949年回国，担任过首相。